# Destiny Udogie
Iyenoma Destiny Udogie, född 28 november 2002 i Verona, är en italiensk professionell fotbollsspelare som spelar för Tottenham Hotspur.

## Spelarkarriär
Udogie kom fram i Hellas Veronas ungdomsakademi och gjorde Serie A-debut med klubben den 8 november 2020 i en 2–2-match borta mot Milan.
Den 15 juli 2021 anslöt han till Udinese på lån med en villkorad köpobligation.
Den 16 augusti 2022 meddelade Tottenham Hotspur att Udogie tecknat ett femårsavtal med klubben och att han lånas tillbaka till Udinese för säsongen 2022–23. Udogie gjorde sin debut för Tottenham den 13 augusti 2023 under den första matchdagen av Premier League-säsongen 2023–24, där han startade i en bortamatch mot Brentford. Den 10 december gjorde han sitt första mål i Premier League för Tottenham i en 4–1 vinst över Newcastle United. Den 12 december skrev Udogie på ett nytt kontrakt med klubben, som sträcker sig fram till 2030.
Udogie föddes i Italien och har nigerianskt påbrå. Han har spelat ungdomslandskamper för Italien.